# Hartmann (Vorname)
Hartmann ist ein männlicher Vorname.
katholische Namenstage sind 12. und 23. Dezember (jeweils Hartmann von Brixen).

## Herkunft und Bedeutung
Hartmann ist besonders im Mittelalter ein gebräuchlicher Name. Dabei existieren zwei Bedeutungsvarianten. Zum einen gilt „Hartmann“ als der „harte“ oder „starke Mann“, zum anderen bedeutet das Wort „hart“ im süddeutschen Sprachraum so viel wie „Wald“, was sich auch in etlichen Orts- und Flurnamen (Harthof, Am Hart) erhalten hat. Somit könnte „Hartmann“ auch einen Mann bezeichnen, der im oder am Wald lebte.

## Bekannte Namensträger
- Hartmann von St. Gallen († 925), Abt von St. Gallen
- Hartmann I. (Chur) († 1039 oder 1040), Bischof von Chur
- Hartmann I. (Abt) († 1114), Abt mehrerer Abteien
- Hartmann von Aue († vermutlich zwischen 1210 und 1220), deutscher Dichter
- Hartmann Beyer (1516–1577), deutscher Mathematiker, Theologe und Reformator
- Hartmann von Brixen (1090/91–1164), Bischof von Brixen
- Hartmann I. von Dillingen († 1121), Graf von Dillingen
- Hartmann von Dillingen († 1286), von 1248 bis 1286 Bischof von Augsburg
- Hartmann Fugger von Kirchberg (1829–1899), deutscher Jurist und Mitglied des Reichstags
- Hartmann Goertz (1907–1991), deutscher Verlagslektor, Essayist, Hörspielautor und literarischer Übersetzer
- Hartmann I. von Grüningen († 1280), Graf von Grüningen
- Hartmann von Heldrungen († 1282), 11. Hochmeister des Deutschen Ordens von 1273 bis 1282
- Hartmann II. von Kirchberg (* um 1466; † 1529), von 1513 bis 1521/29 Fürstabt des Klosters Fulda
- Hartmann Lauterbacher (1909–1988), nationalsozialistischer Politiker
- Hartmann Reim (* 1942), deutscher Archäologe
- Hartmann Schedel (1440–1514), deutscher Humanist und Historiker
- Hartmann Schmige (* 1944), deutscher Drehbuchautor und Regisseur
- Hartmann II. (Schlüchtern), Hartmann von Katzenbiß, 1335 als Hartmann II. kurze Zeit Abt des Klosters Schlüchtern
- Hartmann von der Tann (Großprior) (1566–1647), Großprior des deutschen Johanniterordens
- Hartmann von der Tann (Journalist) (* 1943), deutscher Journalist
- Hartmann I. von Werdenberg († um 1271), Graf von Kraiburg und Marquartstein
- Hartmann von Werdenberg-Sargans (* um 1350; † 1416), von 1388 bis 1416 Bischof von Chur
- Hartmann Wunderer (1950–2016), deutscher Geschichtsdidaktiker
- Hartmann I. (Württemberg) (um 1160 – um 1240), Graf von Württemberg
- Der arme Hartmann (12. Jahrhundert), deutscher Laienprediger
- Hartmann III. († 1180), Graf von Kyburg